# Uzma Jalaluddin
Uzma Jalaluddin est une écrivaine canadienne, connue pour l'écriture de son premier roman à succès, Ayesha at last (Ayesha enfin), qui lui a valu une comparaison avec un classique de la littérature, Orgueil et Préjugés de Jane Austen,,,,.

## Biographie
Jaluluddin écrit une chronique pour le Toronto Star,
,. Elle est enseignante au lycée, un métier qu'elle a en commun avec la protagoniste de son premier roman. Lors d'une interview, son amie, aussi romancière, Ausma Zehanat Khan, a décrit leur groupe d'écriture The Sisterhood of the Pen (la sororité de la plume), qui comprend Khan, Jalaluddin et S.K. Ali. Le trio d'amies s’offrent ainsi des conseils d'écriture et lisent les premiers brouillons de chacune.
Jalaluddin dit avoir toujours aimé la littérature et l'écriture, mais le fait de ne pas avoir pu se sentir représentée dans les romans lus plus jeune l'a poussé à en écrire un elle-même.  Ainsi, elle commence l’écriture de son premier roman pendant sa première grossesse mais décide de le mettre côté. Plus tard, lorsque son fils aura 7 ans, elle ressort son premier jet et décide de le finir. 
En 2017, Jalaluddin fut interrogée auprès de nombreuses autres femmes par le Toronto Star sur la question du féminisme et de l'avenir. 
Depuis 2018, le succès du film Crazy Rich Asians va susciter l'intérêt de Hollywood  qui décide alors de dénicher d'autres romans d'écrivain d'origine asiatique,. Dès lors, en août 2018, les droits cinématographiques du premier roman de Uzma Jalaluddin ont été acquis par la société de production d'Amy Pascal, Pascal Pictures, qui a notamment produit SOS Fantômes (film, 2016), Spider-Man: Homecoming, Pentagon Papers et Le Grand Jeu (film, 2017),,. Cette décision a été prise moins de quatre mois après les débuts du roman au Canada et au Royaume-Uni.
Ayesha at Last a été nommé sur la liste des Prix du livre de Toronto (en), a été présélectionné pour le Prix Kobo de l'écrivain émergent (en) 2019 et a été sélectionné pour le Prix d'humour Stephen Leacock (en). Hearst UK annonce un Big Book Award, chacune de ses principales publications nommant un titre. Cosmopolitan UK a également nommé Ayesha at Last comme son choix pour 2019, le décrivant comme « un hommage intelligent à Orgueil et Préjugés que vous aimerez même si vous n’avez jamais lu l’original ». 
En décembre 2019, le magazine Bustle (en) a demandé à des auteurs de recommander leurs romans préférés de 2019 et ces derniers ont choisi celui de Uzma Jalaluddin, qui a pour sa part recommandé A Deadly Divide, un roman policier de son amie Ausma Zehanat Khan.
Son deuxième roman, Hana Khan Carries On, sera publié en juin 2021,. Harper Collins en parle comme une histoire basée sur une rivalité entre deux restaurants halal concurrents, qui plaira aux fans du film Vous avez un message.